# Mini Ninjas
Mini Ninjas — компьютерная игра, аркада, разработанная датской студией IO Interactive для платформ PlayStation 3, ПК (Windows), Wii, Nintendo DS, Xbox 360. Портированием на OS X занималась Feral interactive. Выпуск в США состоялся 8 сентября 2009 года, в Европе — 11 сентября 2009 года. В России была издана для платформы ПК (Windows) 24 сентября 2009 года.

## Сюжет
Давным-давно в краю, где разворачивается повествование, бесчинствовал злой Повелитель. Он превращал мирных зверей в своих слуг-самураев и наводил ужас на окрестные земли. Группе воинов удалось победить его и уничтожить.
Прошло много лет, и ничто больше не нарушало мирную жизнь жителей края.
Но однажды, начали доноситься слухи, что в лесу появились демонические воины, и что темный Повелитель вновь возродился. Старый сэнсэй послал одного из своих лучших ниндзя на разведку, но он не вернулся. Затем он послал ещё одного, и ещё… но все они пропали без вести. Сэнсэй продолжал отправлять своих учеников, пока в конце концов у него не остались лишь трое — юный Хиро, который еще не завершил подготовку, его верный друг Футо и их лучшая подруга Судзуми. Именно на них мудрый учитель и возложил нелегкую миссию — отыскать следы своих пропавших друзей и вместе с ними одолеть темного Повелителя раз и навсегда.

## Игровой процесс
Игрок вначале управляет Хиро — маленьким ниндзя, который является главным героем игры. В процессе он может переключаться на других ниндзя (при условии, что они спасены из плена), с иными способностями. Основная задача состоит в продвижении по уровню и истреблении врагов, хотя подразумевается также, что мимо них можно проскользнуть и не ввязываться в бой. Когда игрок уничтожает врага, то враг вновь превращается в животное, а на месте, где он стоял, остается небольшой шарик опыта или энергии. Собирая шарики, игрок сможет получить новые уровни и увеличить свою шкалу жизни/магии и обучиться новым навыкам.
Стелс-элемент игры устроен достаточно просто — герой приседает, прячась в густой траве, и становится невидимым для глаз врага (только если он\она не был замечен до этого), о незаметности сообщает иконка с головой ниндзя в верхнем углу экрана. Скрытность позволяет внезапно атаковать врага без потерь, либо прокрасться мимо него к цели, не начиная драку. Однако враги могут заметить героя даже в траве, если она недостаточно густая. Поэтому зачастую самый эффективный способ проникновения — уничтожить всех врагов.
Также доступны магические дзюцу, позволяющие разнообразить прохождение. С самого начала Хиро может вселяться в животных и контролировать их, тем самым отыскивая секреты или побеждая врагов. Позднее становятся доступны боевые заклинания: огненные шары, молнии и т. д. С помощью своей соломенной шляпы, ниндзя может плавать по рекам и защищаться от стрел лучников.
Кроме врагов, на пути героя могут повстречаться торговец, продающий оружие, свитки и зелья, и иногда — дружественные NPC, дающие ему задания (обычно они просят что-либо найти или собрать и принести им в обмен на награду).
Также, если игрок отыщет специальный предмет, а затем тайник с алтарем, он сможет выучить новые заклинания, помогающие в прохождении.

### Персонажи
Кроме Хиро игрок может управлять также: Футо, Судзумэ, Тора, Сюн и Куноити. Каждый персонаж имеет свой стиль боя, набор навыков.

## Отзывы
| Сводный рейтинг | Сводный рейтинг | Сводный рейтинг | Сводный рейтинг |
| Издание         | Оценка          | Оценка          | Оценка          |
| Издание         | DS              | PS3             | Xbox 360        |
| --------------- | --------------- | --------------- | --------------- |
| GameRankings    | 61,90 %         | 75,52 %         | 72,54 %         |